# Batalla d'Ichi-no-Tani

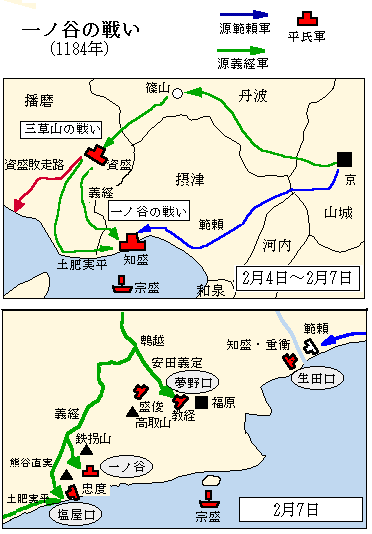
Desenvolupament de la batalla d'Ichi-no-Tani.
Dalt: El clan Minamoto es divideix en dues forces, Yoshitsune (en verd) i Noriyori (en blau); Yoshitsune batalla amb un contingent Taira abans de dividir-se i envoltar Ichi-no-Tani en tres dies (al centre).
Baix: Ampliació del complex d'Ichi-no-Tani, hi ha diversos contingents del clan Taira (en roig) defensant diverses posicions; la fortalesa principal és la segona a l'esquerra.

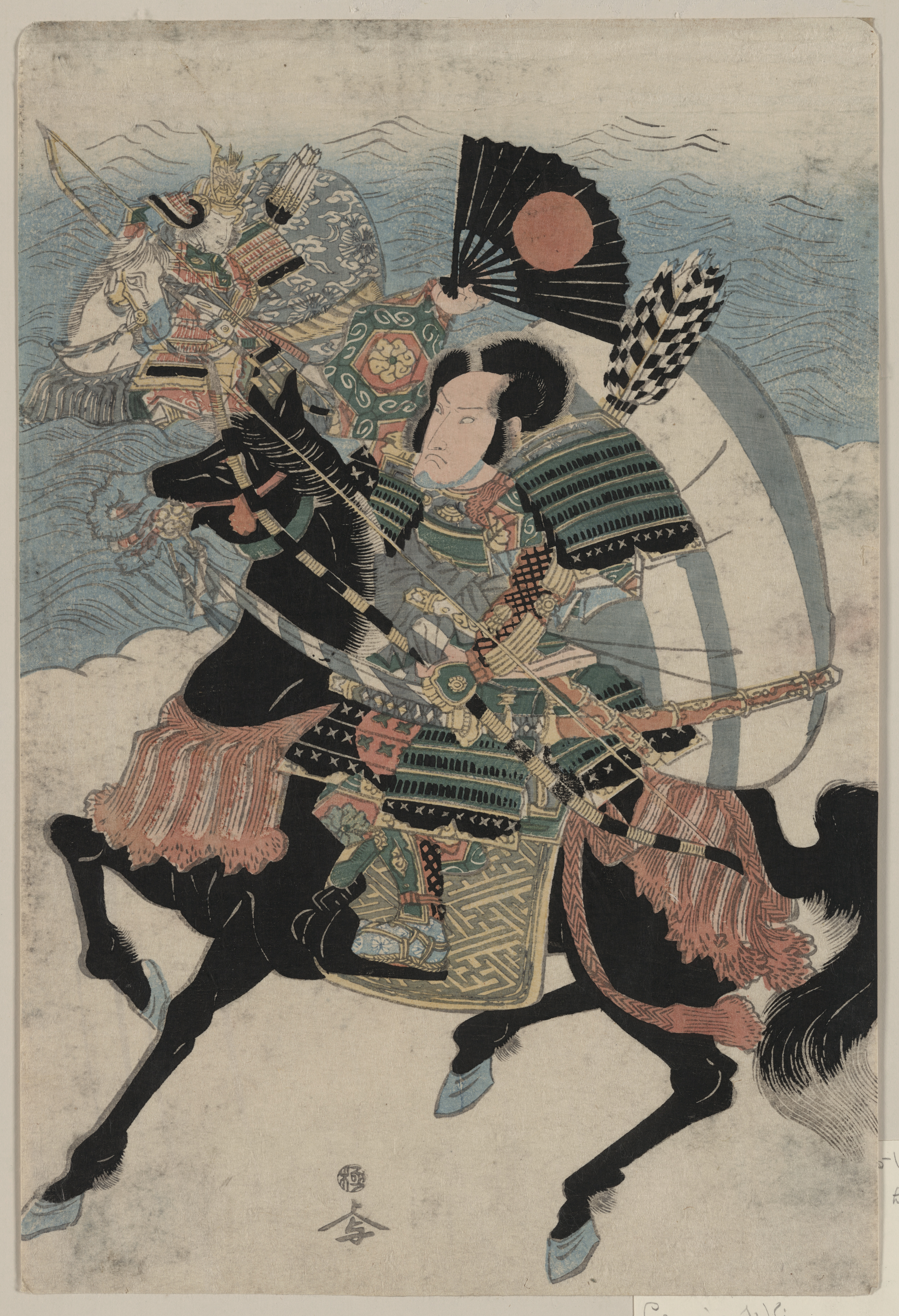
Els guerrers Kumagai Naozane i Taira no Atsumori, c. 1820.

La batalla de Ichi-no-Tani fou Batalla entre el clan Taira i el clan Minamoto durant les Guerres Genpei.
Yoshitsune, Noriyori i Benkei foren assignats a combatre en les províncies occidentals contra el clan Taira i el 13 de març de 1184 arriben a les proximitats del Mar Interior de Seto i fins a Ichi-no-Tani, una important fortalesa costanera dominada pels Taira en la província d'Harima, a l'oest de l'actual Kobe; aquest lloc fou el lloc de retirada del clan Taira quan Yoshinaka els expulsà de Kioto l'any anterior. Addicionalment la fortalesa d'Ichi-no-Tani estava reforçada amb dos menuts forts, Mikusuyama, al nord i Ikuta no Mori a l'oest i la part del darrere de la fortalesa estava protegida per una elevació; per a poder atacar Ichi-no-Tani, primer havien d'atacar-se els forts que envoltaven.
Yoshitsune hagué d'aplicar tàctiques de combat per a poder realitzar el seu objectiu, dividí inicialment el seu exèrcit en dos grups: un dirigit per ell mateix i que consistiria en 10.000 homes i que avançaria per l'oest; mentre que una força de 50.000 homes estaria sota el comandament de Noriyori que avançaria per l'est. En la nit del 18 de març es va acostar el flanc occidental al fort de Mikusuyama i van assolir destruir-lo, deixant al voltant de 500 morts de part del clan Taira, els tres nets de Taira no Kiyomori que defensaven el fort fugiren a l'illa de Shikoku, al sud del Mar Interior de Seto.
Amb aquesta acció Yoshitsune divideix novament el seu exèrcit en dues parts: una de 7.000 homes al comandament de Doi Sanehira i que aniria per l'oest d'Ichi-no-Tani; en canvie Yoshitsune seguiria comandant una força de 3.000 homes que escalarien les forests escarpats que protegien la part del darrere de la fortalesa. Immediatament tant les forces de *Noriyori com les de Sanehira atacaren als homes del clan Taira tant en el fort d'Ikuta no Mori com en la part baixa de la fortalesa. Així el grup de Yoshitsune va començar a baixar de l'escarpada part del darrere de la fortalesa, tenint a Benkei com guia, ja que aquesta labor era impossible de realitzar; els Taira creient que tots els homes de Yoshitsune estaven lluitant en els dos fronts, no van poder fer gens quan els van veure entrar directament sobre la fortalesa.
Aquesta batalla va ser la més important de la guerra, sobretot pels combats individuals que ocorregueren i per la presència dels homes més forts del clan Taira. Molts dels passatges d'aquest combat estan dramatitzats en l'obra Heike Monogatari, així com en obres de teatre nō i kabuki. Al final, el clan Taira va ser desmoralitzat i derrotat, molts fugiren en barques a Yashima, cap al sud; no obstant això, Taira no Tadanori, un dels comandants de la fortalesa va ser assassinat i Taira no Shigehira, altre comandant, va ser fet presoner i posteriorment executat per vergonya al no cometre seppuku.